# 深瀬忠一
深瀬 忠一（ふかせ ただかず、1927年3月1日 - 2015年10月5日）は、日本の法学者。専門は憲法。北海道大学名誉教授。法学博士（北海道大学・論文博士・1962年）（学位論文「衆議院の解散 : 比較憲法史的考察」）。高知県出身。宮澤俊義門下。

## 略歴
- 1940年4月 東京陸軍幼年学校入学
- 1943年4月 陸軍予科士官学校進学
- 1945年9月 陸軍士官学校(59期)より復員
- 1950年3月 第一高等学校文科丙類卒業
- 1953年3月 東京大学法学部法律学科卒業
- 1953年6月 北海道大学法経学部助手
- 1953年8月 北海道大学法学部助手
- 1956年4月 北海道大学法学部助教授
- 1964年2月 北海道大学法学部教授
- 1977年10月 パリ第2大学（パリ法経社会大学）客員教授（1978年3月まで）
- 1978年12月 北海道大学法学部長（1980年12月まで）
- 1990年3月 北海道大学退官
- 1990年4月 北星学園大学経済学部教授（1997年3月退任）
- 2015年10月5日 心不全のため死去[1]。88歳没。

## 恩師
東京大学法学部在学中に戦後憲法学の始祖・宮沢俊義教授に師事する。宮沢の晩年の弟子。

## 人物
内村鑑三らが設立した札幌独立キリスト教会の会員であった。自らのクリスチャンとしての生き方と日本国憲法の精神を重ねあわせ、やや思想が先行した典型的な護憲派学者として知られる。恵庭事件、長沼ナイキ事件などの訴訟でも出廷し、鑑定人として証言した。
恵庭事件発生当時、まだ学部生だった笹川紀勝から、「このような事件がある。これは憲法問題ではないか」と聞かれて恵庭事件の存在を知ったことが、後の深瀬憲法学をつくるひとつのきっかけになったと言われている。

## 著書

### 単著
- 『恵庭裁判における平和憲法の弁証』（日本評論社, 1967年）
- 『長沼裁判における憲法の軍縮平和主義――転換期の視点に立って』（日本評論社, 1975年）
- 『戦争放棄と平和的生存権』（岩波書店, 1987年）

### 編著
- 『文献選集日本国憲法（3）戦争の放棄』（三省堂, 1977年）

### 共編著
- （山内敏弘）『文献選集日本国憲法（14）安保体制論』（三省堂, 1978年）
- （和田英夫・小林直樹・古川純）『平和憲法の創造的展開――総合的平和保障の憲法学的研究』（学陽書房, 1987年）
- （樋口陽一・吉田克己）『人権宣言と日本――フランス革命200年記念』（勁草書房, 1990年）
- （杉原泰雄・樋口陽一・浦田賢治）『恒久世界平和のために――日本国憲法からの提言』（勁草書房, 1998年）
- （上田勝美・稲正樹・水島朝穂）『平和憲法の確保と新生』（北海道大学出版会, 2008年）

### 訳書
- モーリス・デュヴェルジェ『社会科学の諸方法』（勁草書房, 1968年）